# Leocádio Correia
Leocádio José Correia (Paranaguá, 16 de fevereiro de 1848 - 18 de maio de 1886) foi um médico brasileiro.

## Biografia
Leocádio José Correia foi  filho de Manoel José Correia e de Gertrudes Pereira Correia, nasceu em Paranaguá no dia 16 de fevereiro de 1848. Após terminar o ensino das primeiras letras e os colégios de instrução secundária, Leocádio encaminhou-se para a vida eclesiástica no Seminário Episcopal de São Paulo, do qual desistiu às vésperas da primeira unção sacerdotal.
Assumiu então outro apostolado, que cumpriu desta vez, na Academia de Medicina do Rio de Janeiro. Como dedicado aluno de um dos maiores vultos da medicina nacional, o Doutor João Vicente Torres Homem (1837-1887), Leocádio encarregou-se de coletar minuciosos apontamentos sobre as preleções que ouvia, tarefa esta que garantiu subsídios para a publicação das lições do renomado catedrático sobre a febre amarela.
No dia 20 de dezembro de 1873, doutorou-se em Medicina após ter sustentado uma tese sobre a Litotrícia (trituração dos cálculos vesicais para a eliminação pela urina), em 30 de agosto do mesmo ano.
Em 29 de agosto de 1874 casou-se com sua prima-irmã Carmela Cysneiros Correia em sua cidade natal, com quem teve três filhos: Clara, Leocádio e Lucídio.

### Vida
Dr. Leocádio clinicou nos municípios de Paranaguá, Guaratuba, Guaraqueçaba, Antonina, Morretes, Curitiba, Ponta Grossa e Castro.
Foi inspetor da Santa Casa de Misericórdia, inspetor escolar, jornalista, orador, escritor e poeta. Filiando-se ao Partido Conservador, foi eleito deputado provincial à Assembleia Legislativa onde, como democrata, assumiu a causa abolicionista. Como inspetor da instrução pública destacou-se no propósito de revisão dos planos escolares que causavam dano aos seus contemporâneos deixando, assim, as sementes da reforma escolar que sua curta existência não viu consolidada.
O teatro também mereceu sua atenção e estudo, tendo se utilizado do palco cênico como instrumento de sua campanha contra a escravidão negra junto ao núcleo de jovens que o acompanhava. A encenação de "Talento e ouro", de Leôncio Correia, sob sua direção, alcançou ruidosos sucesso no teatro Santa Calina, de Paranaguá. Entre os seus escritos teóricos destaca-se "Duas páginas sobre o drama da Redenção", publicado postumamente por seu filho Leocádio Cysneiros Correia.
Leocádio José Correia faleceu  no dia 18 de maio de 1886, vítima de febre perniciosa. Foi um fato enormemente pranteado, especialmente pelos mais pobres e necessitados, que Leocádio, em sua breve vida, visitava diariamente.